# Порфирий Варненски
Порфирий (на гръцки: Πορφύριος, Порфириос) е гръцки духовник, митрополит на Вселенската патриаршия.

## Биография
Служи като втори патриаршески дякон при Вселенската патриаршия в Цариград.
През юни 1840 година е избран за преславски митрополит.
На 5 март 1847 година е преместен на варненската катедра. Във Варна Порфирий води широка кампания срещу българското църковно и просветно дело. Заедно с протосингела си Аверкий забраванява употребата на църковнославянски език в богослужението в църквата „Свети Никола“. В Балчик прогонва българския учител Стойко Иванов, продава българските книги и с парите купува гръцки. Прогонва от село Черковна учителя Райко Блъсков, който се ползвал с подкрепата на владиката Йосиф Серчанин. В спомените си, Стефан Кабакчиев сочи основните заслуги на Порфирий за елинизирането на варненските гагаузи.
Умира на 29 ноември 1864 година във Варна и е погребан в черквата Свети Атанасий.